# Санджив Джайсвал
Санджив Дайсвал (род. 18 февраля 1988 года) – индийский актёр, получивший известность за участие в фильмах на языке хинди. Дебют его состоялся в фильме «Шайтан», где он сыграл роль полицейского информатора. Второй его работой стал фильм «Атаки 26/11», где он сыграл роль террориста Аджмала Касаба.
В 2019 году он снялся в фильме «Devaki», выпущенном на тамильском и каннадском языках    

## Карьера
Санджив Дайсвал родился в семье индусов в г. Джамшедпуре, штат Джаркханд, Индия. Его отец – местный бизнесмен, а мать домохозяйка. У него есть один старший брат и два младших. Он вырос в своём родном городе, где учился в Motilal Nehru Public School, после чего получил степень бакалавра в области искусств. Он также играл в театре в Дели, пока проходил подготовку в магистратуре.     
В начале карьеры Джайсвал получил признание за работу в театре в Дели с 2005 по 2008 год. В 2008 году он был выбран из десяти финалистов на пробах актёров для участия в индийском сериале India's Best Cinestars Ki Khoj на телеканале Zee TV. Затем он переехал в Мумбаи, где сыграл небольшую роль в рекламном ролике 2008 года Индийской премьер-лиги, после чего играл небольшие роли в индийских телесериалах. В 2012 году он работал помощником режиссёра в работе над телесериалом Sasural Genda Phool. Он также работал над озвучиванием мультфильма, снятого в Махабхарате.  
В 2013 году Джайсвал сыграл одну из главных ролей в фильме «Атаки 26/11». Прослушав 500 актёров на пробах режиссёр Рам Гопал Варма выбрал Джайсвала на роль Аджмала Касаба, террориста, участвовавшего в нападении на Мумбаи. Фильм вышел 1 марта, игра Джайсвала была отмечена как аудиторией, так и критиками . На пресс-конференции Джайсвал заявил, что его самой большой проблемой было то, чтобы люди не подумали, что он получил роль только потому, что похож на террориста. Говоря о реакции на фильм, Джайсвал сказал, что люди ненавидят террориста, которого он играл, но любят его как актёра.    
Роль Джайсвала принесла ему похвалы от актёров Амитабха Баччана, Абхишека Баччана, режиссёра Шекхара Капура и политика Лала Кришны Адвани, который по его словам не смог сдержать слёз во время просмотра фильма.
В 2022 году Джайсвал принял участие в национальном кинофестивале (Jharkhand National Film Festival) в г. Джамшедпуре
.

## Фильмография
| Films that have not yet been released | Фильм не вышел в прокат |

| Год        | Фильм               | Роль            | References |
| ---------- | ------------------- | --------------- | ---------- |
| Примечания | Shaitan             | Police Informer |            |
| 2013       | Атаки 26/11         | Аджмал Касаб    |            |
| 2015       | Bajrangi Bhaijaan   | Shopkeeper      |            |
| 2018       | BoysToys            | Ronak           |            |
| 2019       | Romeo Akbar Walter  | Deewan          |            |
| 2019       | Devaki              | Kidnapper       |            |
| 2022       | Court Kachari       | Deepak          |            |
| 2024       | Fighter             | Majeed Khan     |            |
| 2024       | Ae Watan Mere Watan |                 |            |
| TBA        | Bagawat             | Brahmarakshas   | [ 20 ]     |
| 2025       | Chhaava             | Jhaalad         |            |